# جاكوب لانج
جاكوب لانج (بالدنماركية: Jakob Lange) (و. 1864 – 1941 م) هو عالم نبات، وعالم فطريات دنماركي، ولد في فلنسبورغ، توفي في أودنسه، عن عمر يناهز 77 عاماً.